# Вулиця Мурашка (Львів)
Вулиця Мурашка — вулиця у Шевченківському районі міста Львів, місцевість Замарстинів. Пролягає від вулиці Вербової до вулиці Торф'яної. Прилучається вулиця Покутська.

## Історія та забудова
Вулиця виникла у першій третині XX століття, не пізніше 1933 року отримала назву Кайзера бічна, проте у 1934 році перейменована на вулицю Урбанського. З 1946 року мала назву Покутська бічна. Сучасна назва — з 1993 року, на честь Олександра Мурашка, українського художника.
Забудову вулиці складають одноповерхові будинки 1930-х років у стилі конструктивізм та двоповерхові будинки барачного типу 1950-х років.